# Allen Coage
Allen James Coage (New York, 1943. október 22. – Calgary, 2007. március 6.) olimpiai bronzérmes bronzérmes cselgáncsozó. Ezzel ő lett az első afroamerikai, aki az ökölvívás és az atlétika után egyéni sportágban nyert érmet az olimpiai játékokon.
Az olimpia után visszavonult a cselgáncstól, egyebek mellett Aretha Franklin testőreként is dolgozott, majd 1977 és 1999 között hivatásos pankrátorként tűnt fel különféle szövetségekben. 1988-1990 között Bad News Brown néven a WWE (ex-WWF) élvonalbeli pankrátora volt.

## Eredményei
Olimpiai játékok
- bronzérmes: +93 kg: 1976

Világbajnokság
- hetedik: +93 kg: 1975

Pánamerikai játékok
- aranyérmes: + 93 kg: 1967, 1975

Pánamerikai bajnokság
- aranyérmes: +93 kg 1968

Amerikai bajnokság
- aranyérmes: +93 kg: 1966, 1968, 1969, 1970, 1975
- bronzérmes: 93 kg: 1972